# Ozero Kavenja
Ozero Kavenja (ryska: Озеро Кавеня) är en sjö i Belarus. Den ligger i voblasten Hrodna voblast, i den västra delen av landet, 260 km väster om huvudstaden Minsk. Ozero Kavenja ligger 112 meter över havet.
I omgivningarna runt Ozero Kavenja växer i huvudsak barrskog. Runt Ozero Kavenja är det ganska tätbefolkat, med 139 invånare per kvadratkilometer.